# Viškovo
Viškovo (Italiaans: San Mattia of San Matteo di Liburnia) is een gemeente in de Kroatische provincie Primorje-Gorski Kotar.
Viškovo telt 8907 inwoners. De oppervlakte bedraagt 19 km², de bevolkingsdichtheid is 468,8 inwoners per km².
Steden (gradovi): Rijeka · Bakar · Cres · Crikvenica · Čabar · Delnice · Kastav · Kraljevica · Krk · Mali Lošinj · Novi Vinodolski · Opatija · Rab · Vrbovsko

Gemeenten (općine): Baška · Brod Moravice · Čavle · Dobrinj · Fužine · Jelenje · Klana · Kostrena · Lokve · Lopar · Lovran · Malinska-Dubašnica · Matulji · Mošćenička Draga · Mrkopalj · Omišalj · Punat · Ravna Gora · Skrad · Vinodolska · Viškovo · Vrbnik